# سی‌تی آنژیوگرافی

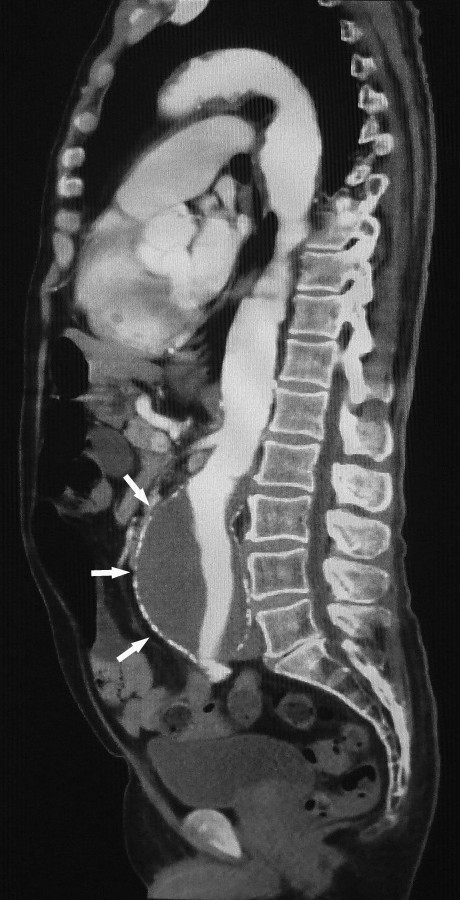
سی تی آنژیوگرافی

رگ‌نگاری برش‌نگاری رایانه‌ای (به انگلیسی: Computed tomography angiography (CTA)) مدالیته‌ای است برای تصویربرداری از سرخرگ‌ها و سیاهرگ‌ها در سر تا سر بدن؛ از شریانهای تغذیه‌کننده مغز گرفته تا آن‌هایی که خون را به ریه‌ها، کلیه‌ها، دست‌ها و پاها می‌رسانند. از این روش برای تشخیص میزان گرفتگی عروق، آنوریسم، ترومبوز، آمبولی، سودوآنوریسم، دایسکشن، فیستول شریانی-وریدی و ... استفاده می‌شود.
در این روش برخلاف آنژیوگرافی از هیچ کاتتری استفاده نمیشود و به اصطلاح این روش غیرتهاجمی است.این روش مانند روش ام آر آی میتواند جزییات مناسبی از وضعیت عروق نمایش دهد ولی در حال حاضر به دقت آنژیوگرافی نمی باشد.

## پیدایش
در پی نگرانی‌هایی که بیماران در قبال آنژیوگرافی داشتند پزشکان و مهندسین پزشکی در پی راه حلی برای آسان‌تر کردن این بررسی برای بیماران شدند. این جستجوها به ابداع روش سی تی آنژیوگرافی ختم شد .

## عملکرد
در این روش به این صورت عمل می‌شود که ابتدا ماده کنتراست (ماده دارای ید) را به کمک دستگاه انژکتور به صورت بلوس و با سرعت بالا درون رگ تزریق می‌کنند وتقریبا با کمی زمان تأخیر (بسته به ناحیه مورد آزمون زمان تأخیر مشخص می‌شود) با دستگاه سی تی اسکن از ناحیه مورد نظر تصویربرداری انجام می‌شود.

## مزایا و معایب
مزایا:
- از روش CTA می‌توان برای سنجش رگ‌های حیاتی بدن مانند مغز و کلیه و مویرگها استفاده کرد.
- این روش جزییات آناتومی رگهای بدن را دقیقتر از روش‌های MRI یا اولتراسونیک نشان می‌دهد.
- CTA به عنوان غربالگری بیماران عروقی ایمنتر، سریعتر و ارزانتر از آنژیوگرافی است و بیمار احساس ناراحتی کمتری می‌کند.

معایب:
- خطر واکنش‌های حساسیتی در برابر تزریق ید وجود دارد.
- از CTA برای بیماران کلیوی یا دیابت شدید باید پرهیز شود.
- در صورت نشت ماده تزریقی به پوست، پوست تخریب می‌شود.
- در مقایسه با سایر روش‌های تصویر برداری پزشکی، میزان تشعشع یونیزه این روش بسیار بیشتر است و بسته به سن بیمار و روش آزمایش، این روش خطر ابتلا به سرطان را برای تمام طول عمر افزایش می‌دهد. در برخی شرایط بیمار، مزایای این روش می‌تواند بیشتر از مشکلات برشمرده باشد.

## کاربردهای سی تی آنژیوگرافی
سی تی آنژیوگرافی در ارزیابی عروق خونی و اندام‌هایی که توسط آن‌ها تغذیه می‌شوند، کاربرد دارد. این اندام‌ها عبارتند از:
مغز، قلب، لگن، گردن، قفسه سینه، پاها و انگشتان، بازوها و دست‌ها، شکم (کلیه‌ها و کبد)
پزشکان از سی تی آنژیو برای تشخیص و ارزیابی بسیاری از بیماری‌های عروق خونی یا شرایط وابسته به آن‌ها استفاده می‌کنند. این ارزیابی‌ها شامل موارد زیر است:
تومورها، جراحات، گرفتگی‌، آنوریسم‌ها، پارگی عروق، لخته‌های خونی، رگ‏‌های خونی نامنظم مانند انواع ناهنجاری‏‌های عروق، ناهنجاری‌های مادرزادی (مربوط به زمان تولد) سیستم قلبی- عروقی

## سی‌تی آنژیوگرافی کرونری
به استفاده از سی‌تی آنژیوگرافی برای بررسی سرخرگ‌های کرونری قلب، سی‌تی آنژیوگرافی کرونری می‌گویند.